# Stefan Edberg
Stefan Edberg (Västervik, 19 de janeiro de 1966) é um ex-tenista sueco. Foi número 1 em simples e duplas.

## Carreira
Iniciou a carreira profissional em 1983, mesmo ano em que se tornou o primeiro e ainda único jovem fechar o Grand Slam Junior. Ganhou o primeiro Grand Slam profissional em 1985, chegou ao número um do mundo pela primeira vez em agosto de 1990. Tinha como maior rival o alemão Boris Becker, com quem travou jogos memoráveis. É hoje em dia lembrado por ter um incrível jogo de rede e um dos backhands mais bonitos da história.
Stefan Edberg venceu 6 Grand Slams, sendo 2 Australian Open, 2 Wimbledon e 2 US Open. Dentre os grandes feitos, também merece destaque o fato de ele ter encerrado o ano de 1990 e o ano de 1991 como tenista número 1 do mundo. O pior revés da vitoriosa e valiosa carreira (mais de 20 milhões de dólares acumulados em torneios) sofreu em Roland Garros no ano de 1989 quando perdeu a final em 5 sets para Michael Chang. Aposentou-se em 1996 tendo conquistado um total de 42 títulos individuais e 18 de duplas.
Edberg é membro do International Tennis Hall of Fame desde 2004.

## Grand Slam Finais

### Simples: 11 finais (6–5)
| Posição | Ano  | Campeonato          | Piso   | Oponente      | Placar                   |
| Campeão | 1985 | Australian Open     | Grama  | Mats Wilander | 6–4, 6–3, 6–3            |
| Campeão | 1987 | Australian Open (2) | Grama  | Pat Cash      | 6–3, 6–4, 3–6, 5–7, 6–3  |
| Campeão | 1988 | Wimbledon           | Grama  | Boris Becker  | 4–6, 7–6(7–2), 6–4, 6–2  |
| Vice    | 1989 | Roland Garros       | Saibro | Michael Chang | 1–6, 6–3, 6–4, 4–6, 2–6  |
| Vice    | 1989 | Wimbledon           | Grama  | Boris Becker  | 0–6, 6–7(1–7), 4–6       |
| Vice    | 1990 | Australian Open     | Duro   | Ivan Lendl    | 6–4, 6–7(3–7), 2–5, ret. |
| Campeão | 1990 | Wimbledon (2)       | Grama  | Boris Becker  | 6–2, 6–2, 3–6, 3–6, 6–4  |
| Campeão | 1991 | US Open             | Duro   | Jim Courier   | 6–2, 6–4, 6–0            |
| Vice    | 1992 | Australian Open     | Duro   | Jim Courier   | 3–6, 6–3, 4–6, 2–6       |
| Campeão | 1992 | US Open (2)         | Duro   | Pete Sampras  | 3–6, 6–4, 7–6(7–5), 6–2  |
| Vice    | 1993 | Australian Open     | Duro   | Jim Courier   | 2–6, 1–6, 6–2, 5–7       |

### Duplas: 5 finais (3–2)
| Posição | Ano  | Campeonato          | Piso   | Parceiro      | Oponentes                                | Placar                            |
| Vice    | 1984 | US Open             | Duro   | Anders Järryd | John Fitzgerald Tomáš Šmíd               | 6–7(5–7), 3–6, 3–6                |
| Vice    | 1986 | Roland Garros       | Saibro | Anders Järryd | John Fitzgerald Tomáš Šmíd               | 3–6, 6–4, 3–6, 7–6(7–4), 12–14    |
| Campeão | 1987 | Australian Open     | Grama  | Anders Järryd | Peter Doohan Laurie Warder               | 6–4, 6–4, 7–6(7–3)                |
| Campeão | 1987 | US Open             | Duro   | Anders Järryd | Ken Flach · Estados Unidos Robert Seguso | 7–6(7–1), 6–2, 4–6, 5–7, 7–6(7–2) |
| Campeão | 1996 | Australian Open (2) | Duro   | Petr Korda    | Alex O'Brien Sébastien Lareau            | 7–5, 7–5, 4–6, 6–1                |

## ATP Finais

### Simples: 2 finais (1–1)
| Posição | Ano  | Campeonato | Piso    | Oponente     | Placar                  |
| Campeão | 1989 | New York   | Carpete | Boris Becker | 4–6, 7–6(8–6), 6–3, 6–1 |
| Vice    | 1990 | Frankfurt  | Carpete | Andre Agassi | 7–5, 6–7(5–7), 5–7, 2–6 |

## WCT Fim de Ano Finais

### Simples: 1 final (0–1)
| Posição | Ano  | Campeonato | Piso    | Oponente     | Placar             |
| Vice    | 1988 | Dallas     | Carpete | Boris Becker | 4–6, 6–1, 5–7, 2–6 |

### Confrontos vs Tenistas Top 10
- Boris Becker 10–25
- Ivan Lendl 14–13
- Michael Chang 12–9
- Mats Wilander 9–11
- Brad Gilbert 15–4
- Goran Ivanišević 9–10
- Jakob Hlasek 15–1
- Michael Stich 6–10
- Miloslav Mečíř 10–5
- Pete Sampras 6–8
- Guy Forget 7–6
- John McEnroe 6–7
- Emilio Sánchez 9–3
- Jimmy Connors 6–6
- Thomas Muster 10-0
- Anders Järryd 9–2
- Aaron Krickstein 7–4
- Jonas Svensson 10–0
- Pat Cash 8–2
- Jim Courier 4–6
- Sergi Bruguera 6–3
- Johan Kriek 6–3
- Petr Korda 4–5
- Andre Agassi 3–6
- Kevin Curren 7–1
- Jimmy Arias 7–0
- Henri Leconte 6–1
- Richard Krajicek 3–4
- Todd Martin 3–4
- Yannick Noah 6–0
- Tim Mayotte 5–1
- Andriy Medvedev 4–2
- Cédric Pioline 4–2
- Andrés Gómez 4–0
- Wayne Ferreira 3–1
- Karel Nováček 3–1
- Patrick Rafter 3–0
- Yevgeny Kafelnikov 1–2
- Joakim Nyström 0–3
- Tim Henman 2–0
- Alberto Mancini 2–0
- Henrik Sundström 1–1
- José Luis Clerc 1–0
- Carlos Moyá 1–0
- Marcelo Ríos 1–0
- Greg Rusedski 1–0
- Eliot Teltscher 1–0
- Jonas Björkman 0–1